# Палью (река)
Палью — река в России, течёт по территории Троицко-Печорского района Республики Коми. Образуется слиянием рек Шер-Вожпал и Лун-Вожпал на высоте 118 м над уровнем моря. Устье реки находится в 9 км по левому берегу реки Илыч. Длина реки — 61 км, площадь водосборного бассейна — 1200 км².

## Данные водного реестра
По данным государственного водного реестра России относится к Двинско-Печорскому бассейновому округу, водохозяйственный участок реки — Печора от истока до водомерного поста у посёлка Шердино, речной подбассейн реки — Бассейны притоков Печоры до впадения Усы. Речной бассейн реки — Печора.
Код объекта в государственном водном реестре — 03050100112103000059508.